# بیدی بیدی بوم بوم
«بیدی بیدی بوم بوم» (به انگلیسی: Bidi Bidi Bom Bom) تک‌آهنگی از سلنا است که در ۱۳ اوت ۱۹۹۴ منتشر شد.

## جدول‌های موسیقی
| جدول (۱۹۹۴)                                                                | بهترین جایگاه |
| -------------------------------------------------------------------------- | ------------- |
| ترانه‌های داغ لاتین ایالات متحده (بیلبورد)                                  | ۱             |
| ایرپلی مکزیکی منطقه‌ای ایالات متحده (بیلبورد)                               | ۴             |
| ایرپلی پاپ لاتین ایالات متحده (بیلبورد)                                    | ۱۱            |
| جدول (۲۰۱۲)                                                                | بهترین جایگاه |
| ایرپلی مکزیکی منطقه‌ای ایالات متحده (بیلبورد) نسخهٔ دونفره به‌همراه سلنا گومز | ۸             |

| جدول (۱۹۹۴)                     | بهترین جایگاه |
| ------------------------------- | ------------- |
| ترانه‌های داغ لاتین ایالات متحده | ۷             |

## گواهینامه‌ها
| منطقه                                   | گواهی             | واحد گواهی‌شده/فروش |
| --------------------------------------- | ----------------- | ------------------ |
| ایالات متحده (آرآی‌ای‌ای)                 | ۹× پلاتین (لاتین) | ۵۴۰٬۰۰۰            |
| رقم فروش+پخش جاری تنها بر پایهٔ گواهی‌ها. |                   |                    |